# Dibrova, Kremeneț
Dibrova (în ucraineană Діброва) este un sat în comuna Hai din raionul Kremeneț, regiunea Ternopil, Ucraina.

## Demografie
Componența lingvistică a localității Dibrova
     Ucraineană (98,75%)
     Alte limbi (0,63%)
Conform recensământului din 2001, majoritatea populației localității Dibrova era vorbitoare de ucraineană (98,75%), existând în minoritate și vorbitori de alte limbi.